# Piemonte (ariete torpediniere)
Il Piemonte è stato un ariete torpediniere della Regia Marina.

## Costruzione e caratteristiche
Costruito tra il 1887 ed il 1889 nei cantieri Armstrong di Elswick su progetto di sir Philip Watt, il Piemonte, classificato come ariete, era dotato di uno sperone a prua, mentre la poppa era ad incrociatore. Aveva il timone compensato ed era provvisto di alette antirollio per un terzo dello scafo, ma la principale innovazione introdotta su questa nave fu un armamento interamente composto, per la prima volta al mondo, da soli cannoni a tiro rapido: 6 Mk I-II-III da 152/40 mm, altrettanti Mk I-VI da 120/40, 10 Hotchkiss da 57/40 (tutti di produzione britannica) e sei da 37 mm di produzione statunitense, con proietto da una libbra.
Dotato di una buona corazzatura, l'incrociatore aveva tuttavia una deficienza nella mancanza di doppi fondi e nell'assenza di paratie stagne nei locali di macchina. Un altro problema che si evidenziò fu l'eccessivo peso dell'armamento, che rendeva difficoltosa la navigazione ed obbligò ad un immediato sbarco di tutti i cannoni da 120 mm e ad ulteriori riduzioni dell'armamento nel 1891 e nel 1912.

## Storia operativa

### Il primo ventennio
Dopo l'ultimazione dei lavori e dei collaudi, nell'ottobre 1889, il Piemonte lasciò i cantieri inglesi dov'era stato costruito e raggiunse l'Italia, dove fu destinato a compiti di squadra nelle acque di tutto il mondo.
Nel luglio del 1894 l'ariete torpediniere venne dislocato in Mar Rosso, dopo di che passò in Oceano Indiano per una campagna coloniale.
Nell'agosto del 1898 il Piemonte lasciò la propria base per effettuare una crociera intorno al mondo, che terminò dopo quasi un anno e mezzo, il 15 gennaio del 1900, quando la nave si ormeggiò a Venezia.
Successivamente la nave effettuò altre crociere, in Africa ed in Estremo Oriente. Nel 1902 venne inviata in Cina, stazionandovi sino al 1904: nel corso della navigazione alla volta delle acque orientali venne anche utilizzato in Mar Rosso nella lotta alla pirateria yemenita.

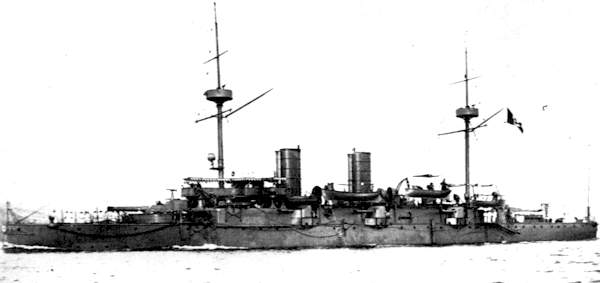
La nave in navigazione a lento moto

Il 28 dicembre 1908, data del terribile terremoto di Messina, il Piemonte si trovava ormeggiato nel porto della città sicula. L'incrociatore, sospinto dalle onde di maremoto, entrò in collisione con la torpediniera Spica senza tuttavia riportare danni gravi, ma perse molti membri dell'equipaggio tra coloro che si trovavano a terra al momento del cataclisma: tra di essi anche il comandante della nave, capitano di corvetta Francesco Passino, sepolto con tutta la famiglia dalla propria abitazione, distrutta dal sisma. A bordo del Piemonte vennero organizzati i primi soccorsi, ed i membri dell'equipaggio dell'ariete torpediniere (263 in tutto), assieme a quelli della torpediniera Saffo, furono tra i primi soccorritori a mettere piede nella città in rovina, cercando il proprio comandante e soccorrendo circa 400 superstiti. I corpi del comandante Passino e dei suoi parenti vennero recuperati dai marinai del Piemonte ed imbarcati sull'incrociatore, del quale aveva frattanto assunto il comando il capitano di corvetta Alessandro Ciano, precedentemente comandante in seconda.

### La guerra italo-turca

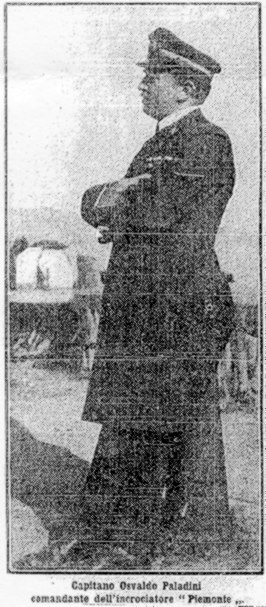
Il comandante Paladini al tempo della vittoria di Kunfida

Con lo scoppio della guerra italo-turca (1911-1912) il Piemonte venne fatto tornare in Italia. In un primo momento l'incrociatore supportò le operazioni di sbarco in Libia, poi, con altre unità, fu inviato in Mar Rosso a supporto della squadra navale là dislocata.
Il 18 ottobre 1911 il Piemonte, gli arieti torpedinieri Etruria, Liguria e Lombardia, l'incrociatore corazzato Amalfi, le corazzate Roma, Napoli e Vittorio Emanuele ed un gruppo di siluranti scortarono nove piroscafi carichi di truppe destinate a sbarcare ed occupare Bengasi. L'occupazione, ostacolata dalla numerosa guarnigione turca, poté essere ultimata il 20 ottobre.
Il 16 dicembre 1911 l'incrociatore, dietro segnalazione del Reparto Informazioni della Regia Marina, intercettò e catturò, all'uscita del canale di Suez, la nave ospedale turca Kayseri. La nave, che sino a novembre era stata utilizzata come trasporto truppe, aveva a bordo attrezzature sanitarie giustificate insufficienti dalla squadra d'ispezione del Piemonte per potersi dire una vera nave ospedale, tanto più che stava anche trasportando un grosso carico di carbone destinato alla flottiglia turca del Mar Rosso, con base a Kunfida. La Kayseri, dapprima disarmata e poi dichiarata preda bellica, venne infine incorporata nella Regia Marina come trasporto con il nome di Eritrea: al di là della legittimità o meno della cattura, costituì un pericoloso precedente il fatto che una nazione avesse autonomamente deciso se una unità dichiarata come nave ospedale lo fosse veramente o meno, senza consultare gli enti preposti di Ginevra.
Trasferita poi in Mar Rosso, la nave, al comando del capitano di fregata Osvaldo Paladini, si distinse nelle operazioni contro la locale flottiglia turca e specialmente nello scontro di Kunfida, la più importante vittoria navale, seppure di modeste proporzioni, della guerra italo-turca. Nel gennaio 1912 il Piemonte fu inviato, insieme ai cacciatorpediniere Artigliere e Garibaldino, alla ricerca di navi turche lungo la costa. Il 7 gennaio l’Artigliere si imbatté in un folto gruppo di unità turche – le torpediniere Antep, Bafra, Ordu, Refahiye e Gökçedağ, le cannoniere Kastamonu e Muha, il panfilo armato Shipka (ex Fauwette o Fouvette) – che lo attaccarono: in suo aiuto accorsero il Piemonte ed il Garibaldino ed al termine dello scontro che ne seguì, noto come battaglia di Kunfida, protrattosi per tre ore, furono affondate (o si autoaffondarono in seguito al grave danneggiamento) tutte le unità turche tranne lo Shipka, che venne catturato (e successivamente, trasformato in cannoniera, incorporato nella Regia Marina con il nome Cunfida), mentre gli equipaggi fuggirono a terra. L'indomani la località, abbandonata dalle truppe turche, fu occupata da reparti sbarcati dal Piemonte. Il comandante Paladini inviò, alle 17.15 di quel giorno, il seguente messaggio: «Incrociatore Piemonte, cacciatorpediniere Garibaldino e Artigliere incontrarono sette cannoniere turche ed uno yacht armato. Malgrado valide artiglierie turche nostre navi annientarono cannoniere, catturarono yacht e presero parte dei cannoni nemici, bandiere e trofei di guerra».

Il Piemonte con il gran pavese, durante una rivista navale

Il 26 maggio 1912, nei pressi di El Gali, il Piemonte aprì il fuoco con le artiglierie di medio calibro contro un gruppo di sambuchi turchi.
Sempre nel 1912 il colonnello del Genio Navale Alessandro Guidoni propose di trasformare il Piemonte in portaidrovolanti: la sua proposta consisteva nel ricavare a poppa un hangar per quattro idrovolanti sormontato da un ponte di volo, inclinato, munito di rotaie e lungo una quarantina di metri, che sarebbe servito per il decollo degli aerei, mentre il recupero sarebbe avvenuto, più tradizionalmente, mediante delle gru, dopo l'ammaraggio nei pressi della nave. La proposta rimase comunque lettera morta.

### La prima guerra mondiale, la conversione in nave cisterna e gli ultimi anni
Alla data dell'ingresso dell'Italia nella prima guerra mondiale il Piemonte aveva base a Taranto, al comando del capitano di fregata Belleni.
Nel corso del conflitto il vecchio ariete torpediniere venne distaccato a Salonicco, prendendo parte a diverse azioni di bombardamento costiero e supporto a sbarchi sulle coste di Bulgaria ed Impero Ottomano.

Un'altra foto Piemonte durante una rivista navale

Disarmato alla fine della guerra, il Piemonte, con ormai trentadue anni di servizio alle spalle, venne radiato il 15 maggio 1920 e venduto alla «Petrolifera Italo-Rumena Società Anonima» di Milano, che lo ribattezzò Edda e lo sottopose ad una radicale trasformazione in nave cisterna. Del vecchio Piemonte rimase in sostanza il solo scafo: le sovrastrutture vennero rimosse, così come l'armamento, e venne costruita una sovrastruttura a poppa, dove fu anche installato un nuovo apparato motore (due macchine a vapore a triplice espansione da 984 CV, su due eliche, che permettevano la velocità di nove nodi), mentre nel precedente locale macchine vennero ricavate le cisterne. Le nuove dimensioni risultarono essere di 95,08 metri di lunghezza, 11,02 di larghezza e 6,08 di pescaggio, con una stazza lorda di 1718 tsl ed una stazza netta di 1218 tsn. Nel 1925 la nave venne ceduta alla «Maris Compagnia di Navigazione Società Anonima» con sede a Genova e ribattezzata Marisedda.
In questa nuova funzione l'ex Piemonte continuò a navigare sino al 1932, anno in cui fu demolito a Savona.